# Tunel Königshainer Berge
Tunel Königshainer Berge (niem. Autobahntunnel Königshainer Berge) – tunel drogowy o długości 3300 metrów, będący trzecim co do długości tunelem drogowym w Niemczech po Rennsteigtunnel i Neuer Elbtunnel. Znajduje się pod Königshainer Berge nad Königshain.
Jest częścią autostrady federalnej A4 i trasy europejskiej E40, znajdując się w pobliżu Görlitz pomiędzy węzłami Nieder Seifersdorf (92) i Kodersdorf (93). Tunel powstał w ramach Verkehrsprojekte Deutsche Einheit nr 15. Budowę rozpoczęto w 1996 roku, a ukończono trzy lata później. Koszt budowy wyniósł 80 mln €.